# Georges Lecointe (aviron)
Pour les articles homonymes, voir Georges Lecointe.
Georges Lecointe, né le 6 août 1897 à Boulogne-sur-Mer (Pas-de-Calais) et mort le 4 janvier 1932 à Marquette (Nord), est un rameur français.

## Biographie
Georges Lecointe, licencié à Boulogne, est plusieurs fois champion de France d'aviron. Il participe à l'épreuve de quatre avec barreur aux Jeux olympiques d'été de 1924 à Paris et remporte la médaille d'argent.
Chauffeur de métier, il a un grave accident de la route à l'été 1929à Boulogne. Se rendant en taxi avec des amis aux régates d'Abbeville, leur véhicule entre en collision avec un tramway, faisant un mort et plusieurs blessés.
Sujet à des commotions de plus en plus fréquentes et douloureuses à la suite de cet accident, il meurt trois ans plus tard à l'âge de 35 ans.